# 國士館大學
國士館大學（日语：／）是一所日本私立大學。該校位於東京都世田谷区。曾参与日本的著名的長距離接力賽跑大會，「箱根驛傳」,2006年、2007年、2008年、2009年出場。

## 校舎
- 世田谷校園
- 町田校園（东京都町田市广袴1-1-1）
- 多摩校園
- 世田谷·梅丘校園

## 学部
- 4年制大学
  - 体育学部
  - 政经学部
  - 工学部（2007年4月・改组向理工学院）
  - 法学部
  - 文学部
  - 21世纪亚细亚学部（町田校園）
- 大学院
  - 政治学研究科
  - 经济学研究科
  - 经营学研究科
  - 工学研究科
  - 法学研究科
  - 综合知的财产法学研究科
  - 体育·系统研究科
  - 人文科学研究科
  - 全球的亚洲研究科

## 附属机关
- - 信息学中心
  - 伊拉克古代文化研究所
  - 武艺·德育研究所
  - 亚洲·日本研究中心
  - 终生学习中心
  - wellness·调查中心
  - 理工学研究所(理工学院内研究所)
  - 经济研究所(政经系内研究所)
  - 经营研究所(政经系内研究所)
  - 比较法制研究所(法学系内研究所)
  - 最高新技术关联法研究所(法学系内研究所)
  - 卫星校园
    - 吉尔吉斯校园

## 海外协定校

### 美国
- 聖若望大學
- 戴維斯加利福尼亞大學

### 加拿大
- 西蒙弗雷泽大学
- 格里菲斯大学

### 澳大利亚
- 格里菲斯大學

### 德国
- 慕尼黑大学

### 中国大陆
- 黑龙江大学
- 吉林大学
- 山西大学
- 武汉大学
- 青岛大学
- 苏州大学
- 北京师范大学
- 上海对外贸易学院
- 大连外国语学院
- 深圳职业技术学院

### 台灣
- 中國文化大學
- 国立中山大学

### 韩国
- 汉阳大学
- 东义大学
- 国立安东大学
- 高丽大学

## 著名的畢業校友
- 鍵田忠兵衛　国会议员
- 田嶋伸博　賽車手、企業家
- 宇佐美里香 空手道家、運動員

## 外部連結
- 国士館大學（页面存档备份，存于）：官方網站（日文）
- 国士館大學留学问题Q&A（页面存档备份，存于） : 中文（简体字）